# Basiliscus plumifrons
El basilisco verde o basilisco de doble cresta (Basiliscus plumifrons) es una especie de lagarto nativo de América, y su hábitat natural abarca desde México a Ecuador. En ciertas zonas de México es conocido como tequereque o "teterete"

## Descripción
Los basiliscos verdes son omnívoros y se alimentan de insectos, pequeños mamíferos como roedores, e incluso algunas especies más pequeñas de lagartos. Su dieta incluye también frutos y flores. Entre sus predadores más frecuentes se encuentran las aves de presa, las zarigüeyas y las serpientes.
Las hembras de esta especie ponen entre 5 y 15 huevos a la vez. Depositan estos huevos en lugares cálidos, arena húmeda o tierra. Demoran entre ocho y diez semanas en incubar, tras lo cual el joven espécimen nace ya como un lagarto totalmente independiente.
Al igual que otros basiliscos, este lagarto tiene la habilidad de correr sobre el agua por escasas distancias, utilizando unas membranas especiales en sus patas que aumentan su superficie de apoyo sobre el agua. No obstante esto, es también un notable nadador, pudiendo estar sumergido por períodos de tiempo superiores a los 30 minutos.

## Dimorfismo sexual
El tamaño medio de estos animales ronda los 90-100 cm siendo los machos de más talla llegando a medir hasta 120 cm. Los machos en su edad adulta desarrollan unas vistosas crestas a lo largo de la cabeza y el lomo, sin embargo las hembras muestran crestas mucho menos acentuadas e incluso inapreciables. Los machos suelen presentar la base de la cola abultada como evidencia de los dos hemipenes que poseen.

## Como mascota
En algunos lugares, principalmente en México, estos lagartos son capturados y vendidos como mascotas exóticas, lo cual puede estar afectando sus poblaciones en algunas zonas. Su captura es ilegal en Colombia, Ecuador y otros países de Centroamérica.
El basilisco, como todo reptil, no es un animal sociable por lo que no se puede considerar de compañía. Es un animal que requiere de muchos cuidados y muy específicos, por lo que no se recomienda para principiantes o personas ajenas al mundo de los reptiles.

### Terrario y parámetros
Son animales de un tamaño discreto, pero en  lo que se refiere a temperamento son muy activos y nerviosos por lo que se les debe proporcionar un terrario al menos de 120x60x60 cm provisto de ramas debido a sus costumbres semiarborícolas y una zona con agua abundante. La humedad del terrario debe ser constante alrededor del 75% pudiéndola incrementar en períodos de muda. La temperatura debe ser estable, rondando los 27°-30° por el día y 25° por la noche. Es importante contar con distintas áreas más y menos cálidas para que el animal pueda elegir donde estar en función de sus necesidades (digestión, sobrecalentamiento, enfriamiento…). Deben disponer de un foco de luz UVA encendido unas 12 horas al día, aunque es recomendable que tomen sol natural para metabolizar el calcio, siempre que sea exposición directa, sin cristales de por medio.

### Alimentación
La alimentación es prácticamente insectívora a base de grillos, tenebrios, zophobas, etc. pudiendo administrarles ocasionalmente peces o pequeños roedores como fuente de calcio. Pese a llevar una dieta adecuada se recomienda el uso de suplementos de calcio y vitaminas al menos una vez a la semana cuando son adultos y dos veces por semana en períodos de crecimiento. Se puede completar su alimentación con alimento vegetal, aunque rara vez muestran interés por alimento que no sean presas vivas.

## Galería de imágenes

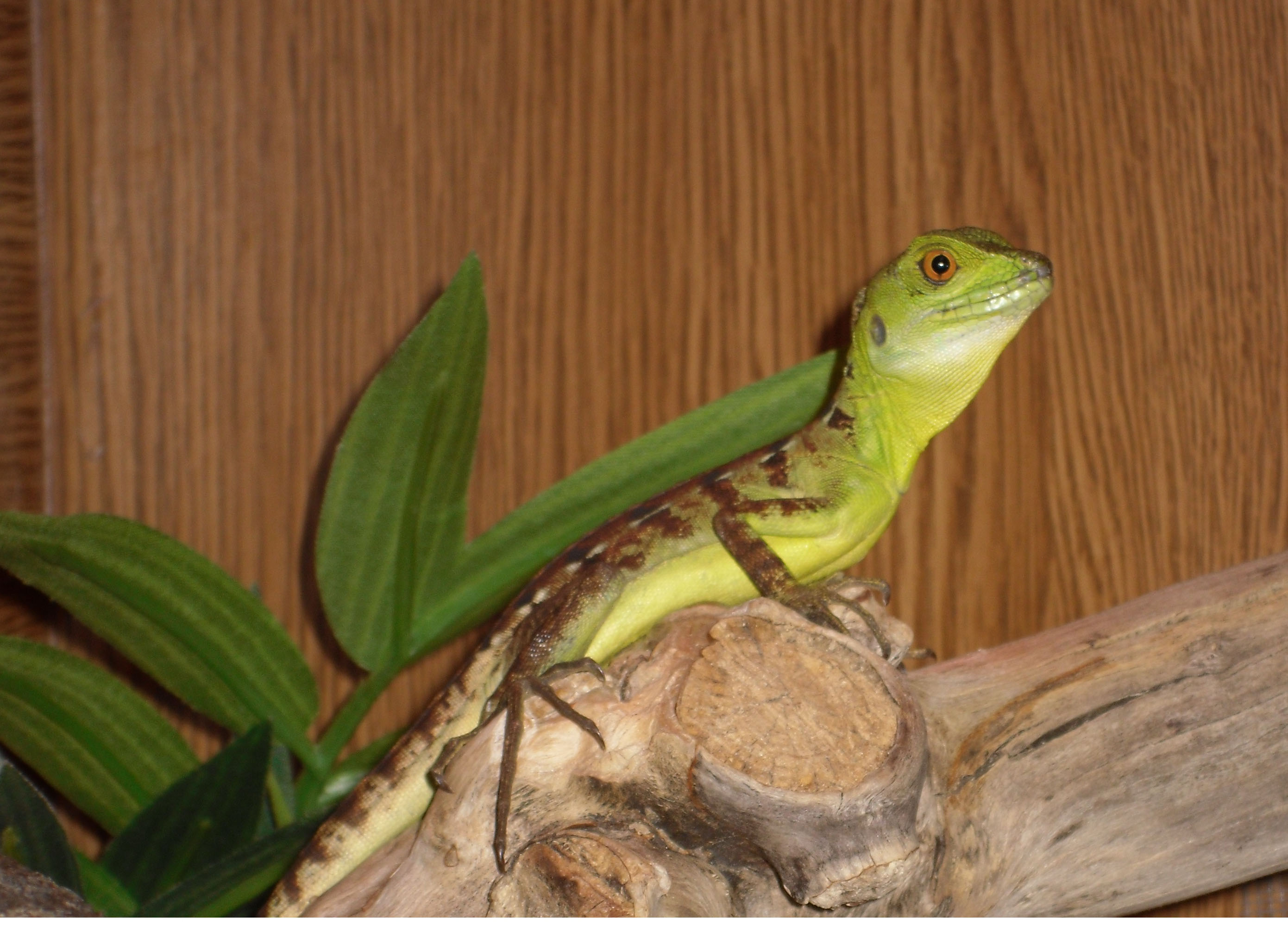
Cria de Basilisco verde
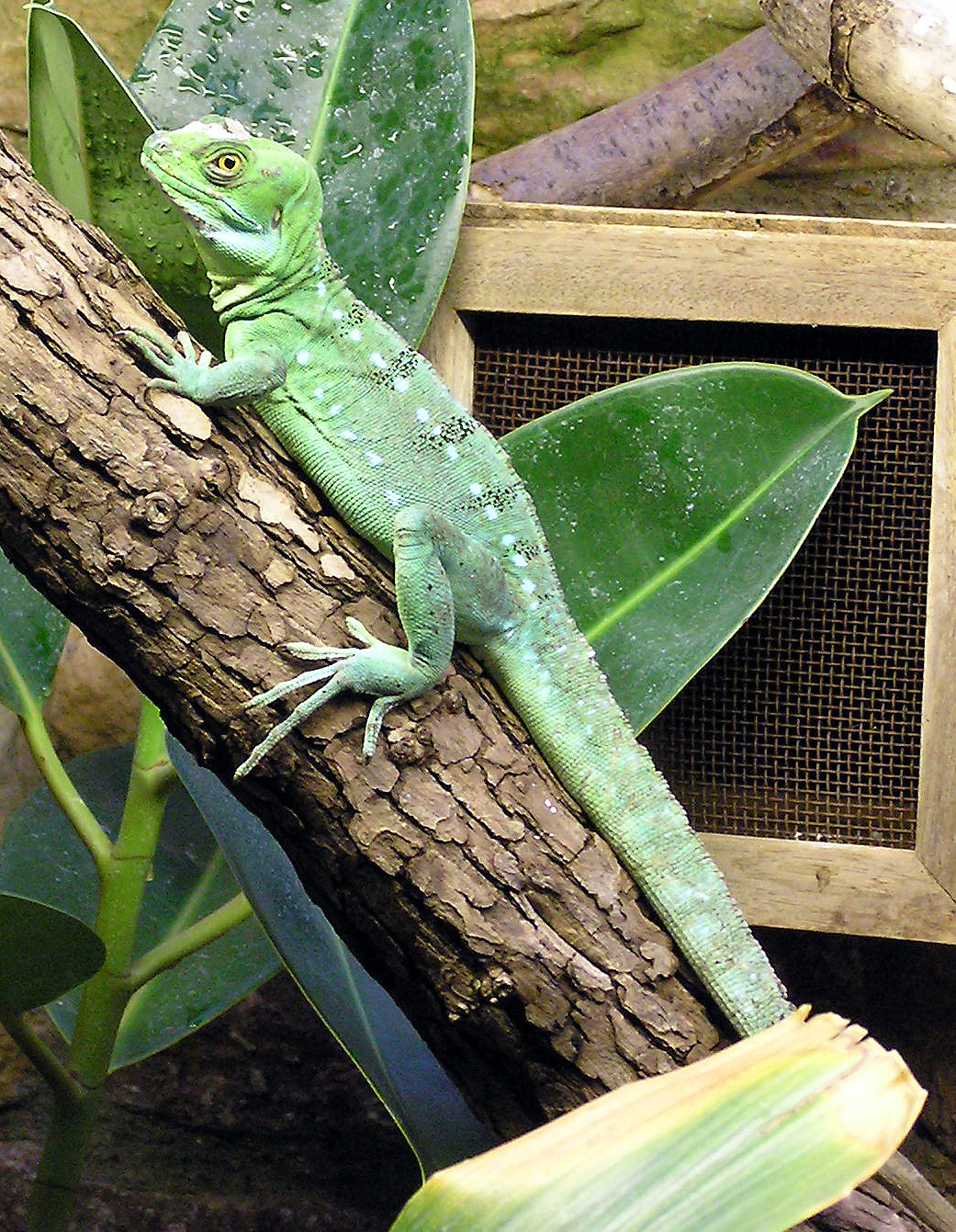
Basilisco verde hembra (los especímenes femeninos de esta especie no presentan cresta).
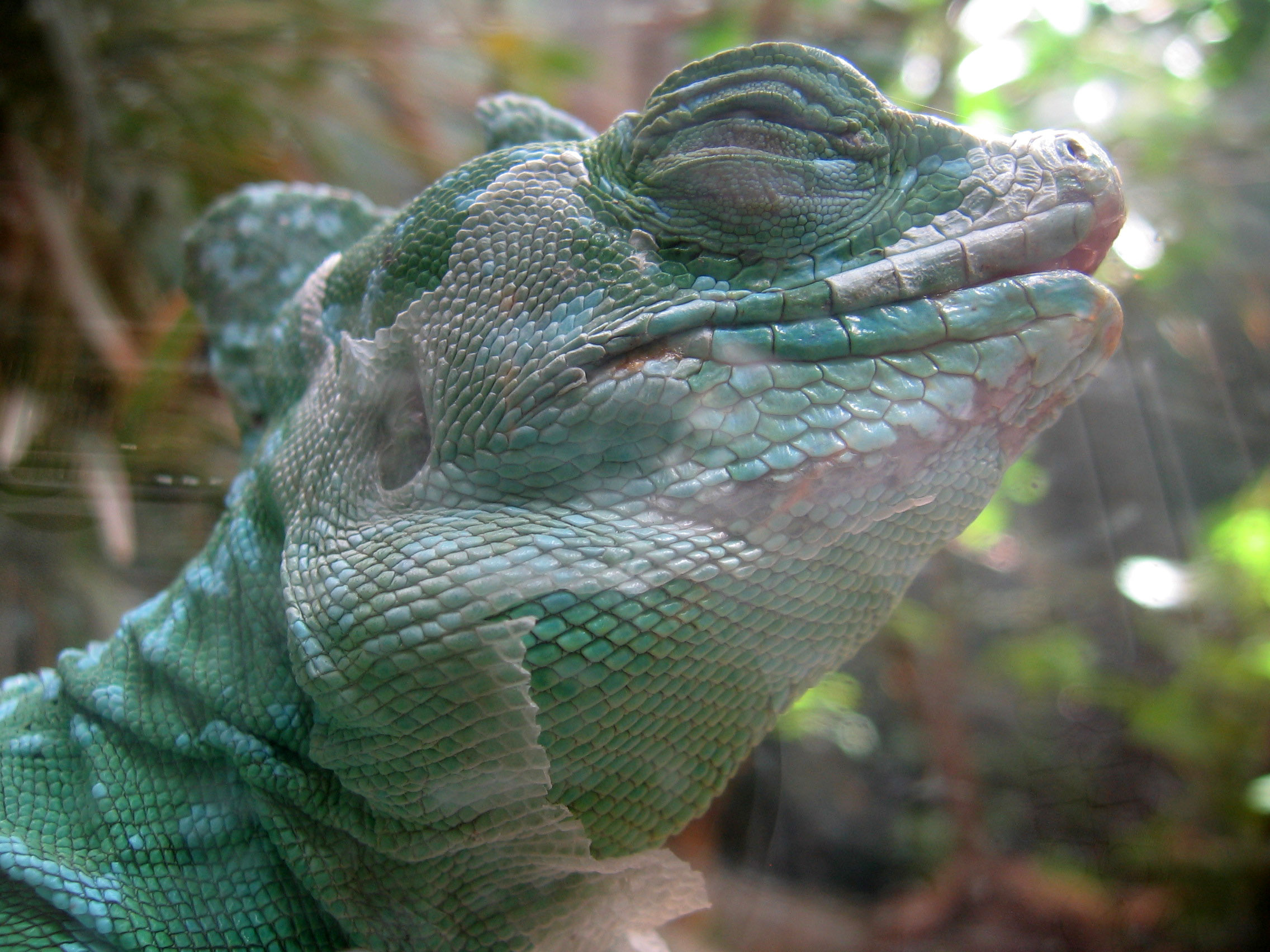
Basilisco verde macho.
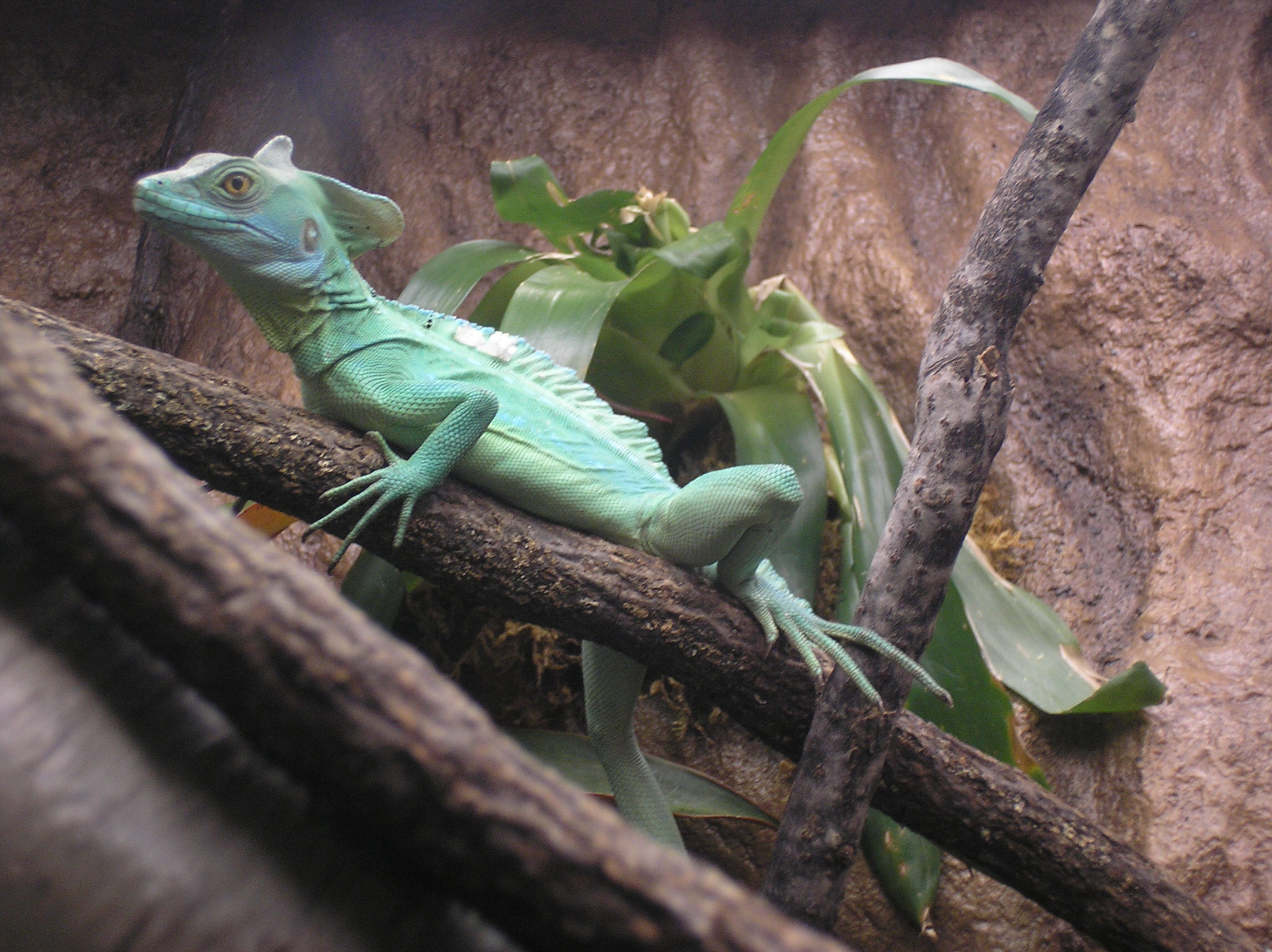
Basilisco verde macho.
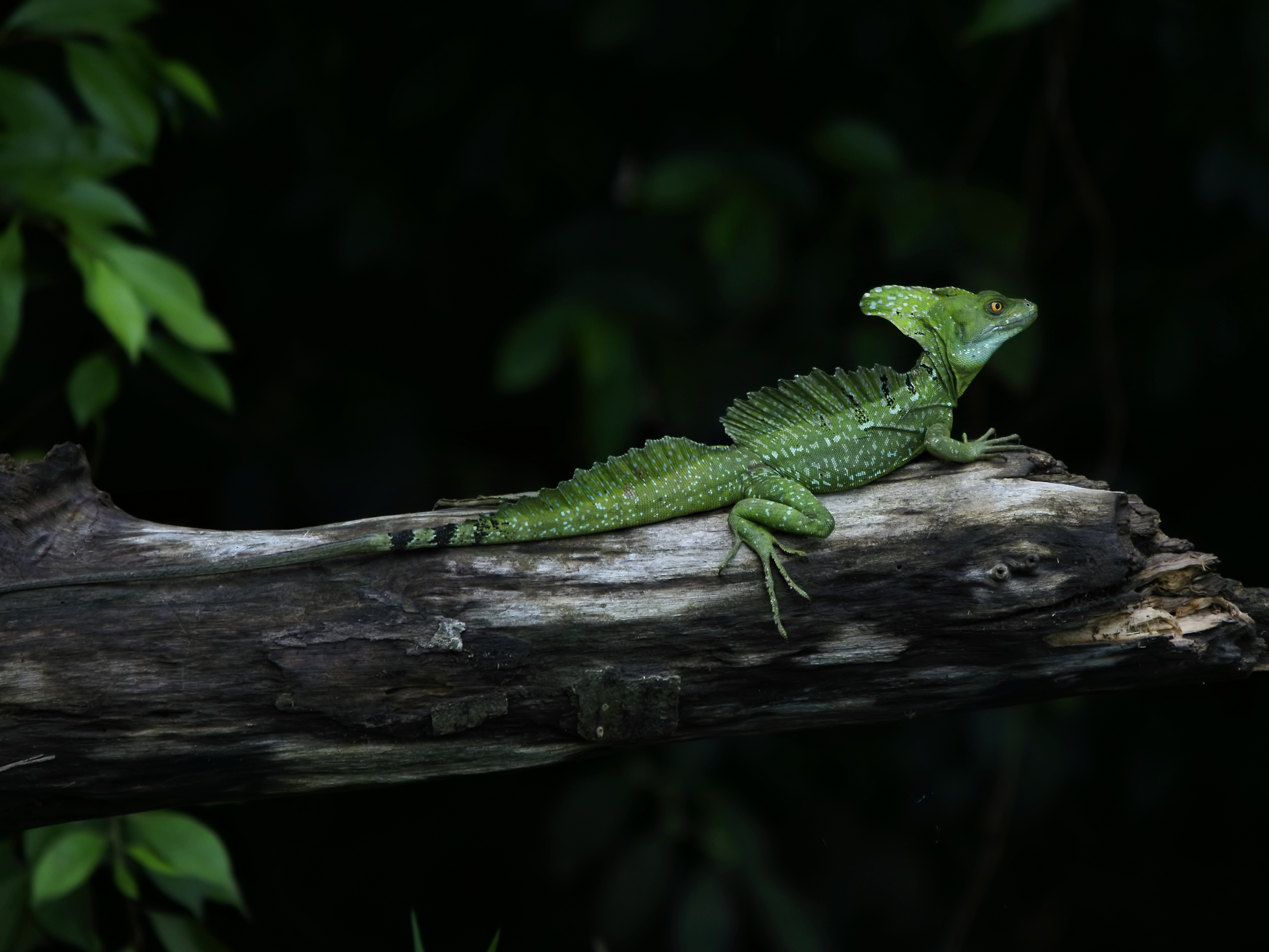
Basilisco verde macho en su hábitat natural en Costa Rica.
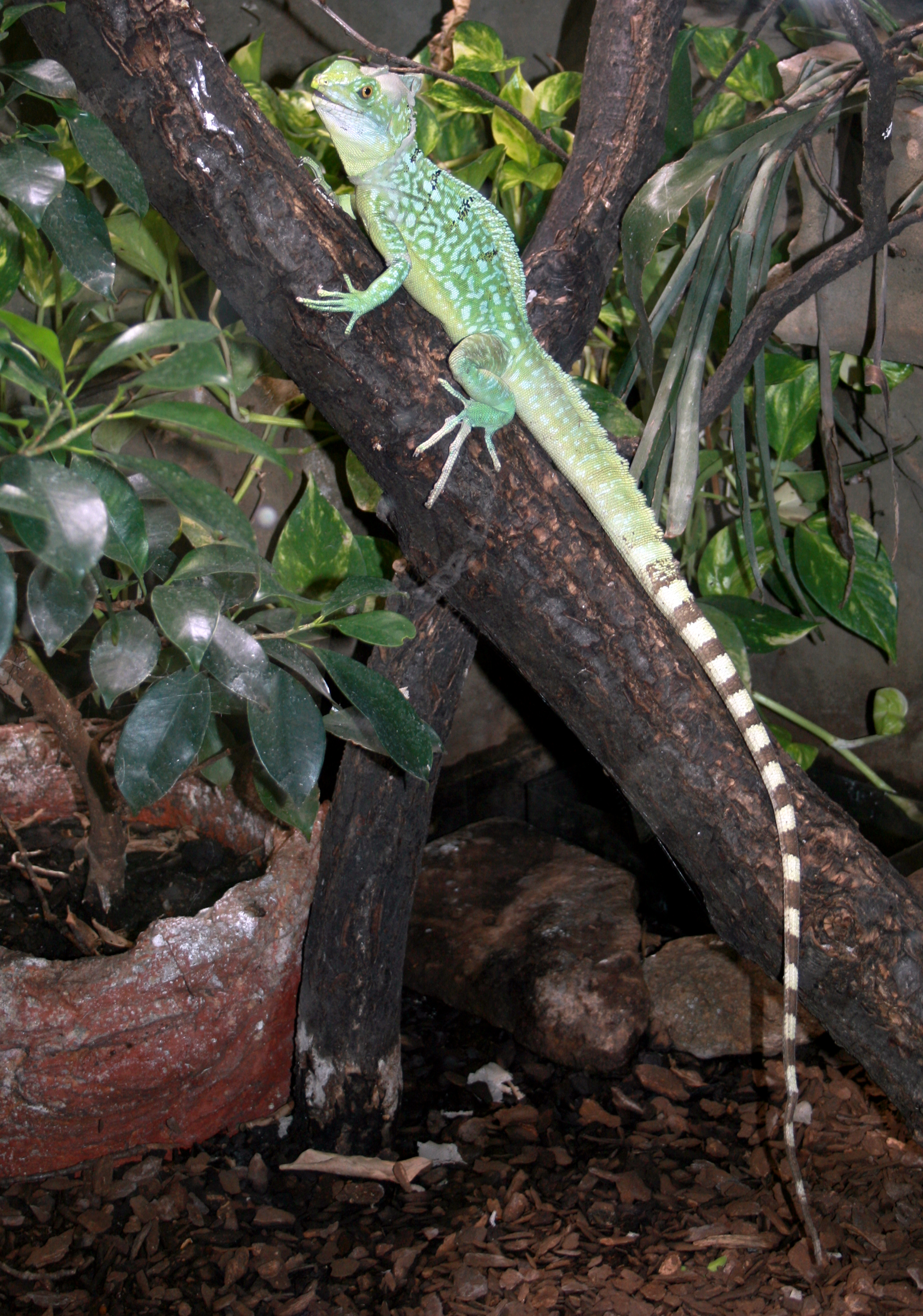
Zoo Dvůr Králové, Czech republic
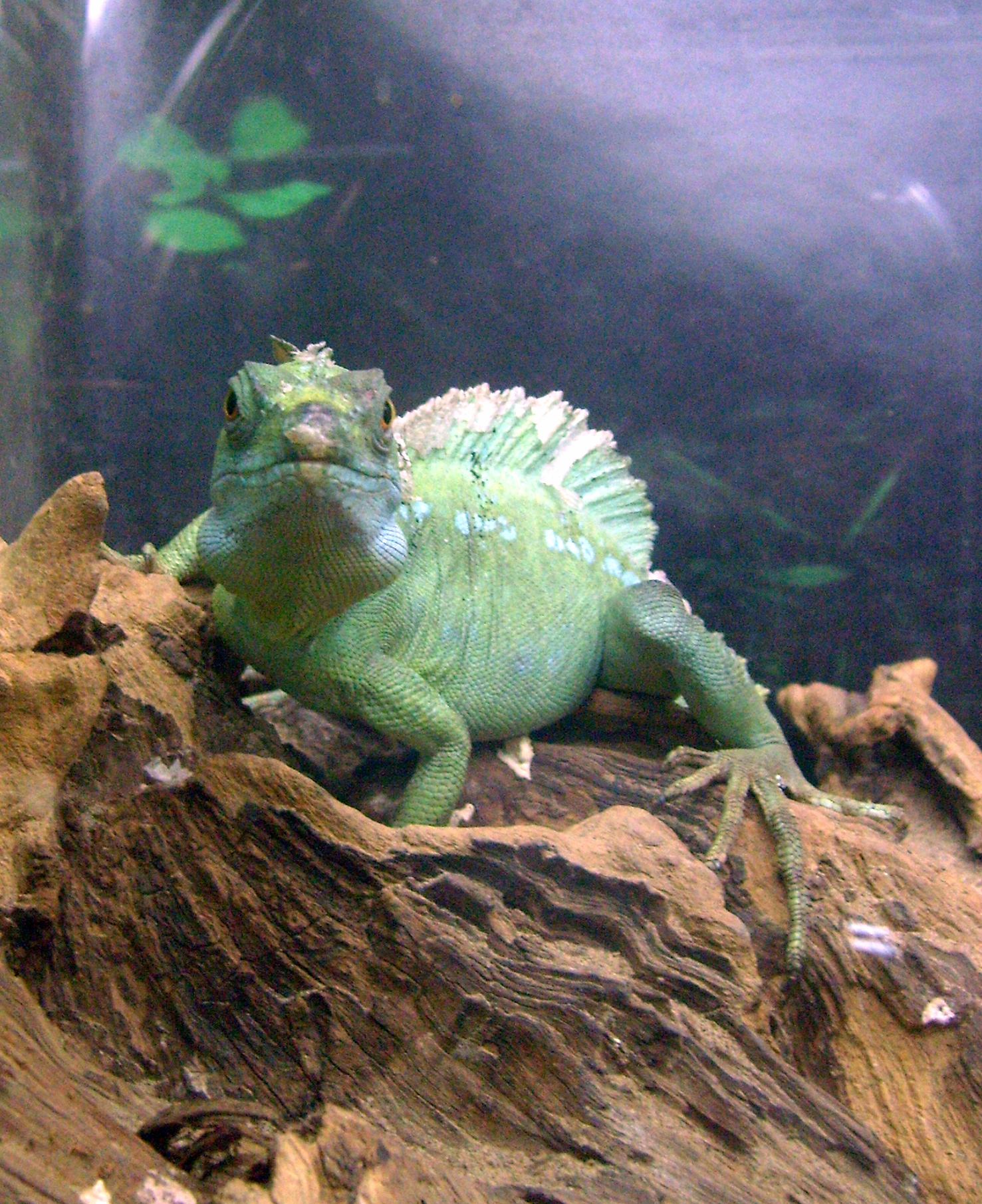
Basilisco verde en el zoo de Pekín.
Basilisco verde en Río Frío, Costa Rica